# Сонгюль Мутлуер
Сонгюль Мутлуер (нар. 11 грудня 1979, Енсхеде)  — нідерландська політична діячка, член Палати представників з 2022 року від Партії праці (PvdA). До обрання до парламенту протягом п’ятнадцяти років служила членом муніципальної ради (2006—2018) та олдервумен (2018—2022) Занстада. Вивчаючи право, Мутлуер також працювала юристом і викладала право в Амстердамському вільному університеті.

## Раннє життя та неполітична кар'єра
Вона народилася в 1979 році в місті Енсхеде (провінція Оверейсел), де її батьки, турецькі трудові мігранти, працювали в текстильній промисловості. У неї є брат і п'ять сестер. У віці трьох років Мутлуер переїхала з матір'ю до Туреччини, де проживала в містах Мерсін і Адана.  Мутлуер повернулася до Нідерландів у 1988 році разом зі своєю матір'ю.  Там вона жила у місті Зандам в районі Пуленбург та навчалася в гімназії Заанландського ліцею в 1992–1998 роках  . 
Згодом Мутлуер вивчала право в Амстердамському університеті, отримавши ступінь магістра права. Під час навчання, коли їй було трохи більше двадцяти років, вона повернулася до Туреччини, щоб чотири місяці стажуватися в юридичній фірмі в Анкарі. Після закінчення навчання в 2004 році Мутлуер почала викладати право в Амстердамському вільному університеті та отримала грант на вивчання запрошень до тендерів. З 2015 по 2017 рік вона працювала запрошеним лектором в Університетському коледжі Утрехта. Окрім викладацької кар’єри, вона стала юридичним фахівцем, що спеціалізується на запрошеннях до тендерів і контрактах, працюючи в Corvers Procurement Services (2016–17) та в урядовій організації Рейксватерштат (2017–18). 

## Політика

### Занстад
Мутлуер стала членом муніципальної ради Занстада після виборів 2006 року: вона була на п'ятому місці у виборчому списку Партії праці.  Мутлуер була переобрана у березні 2010 року, цього разу з другого місця в партійному списку. Вона стала лідером фракції своєї партії в муніципальній раді в грудні 2010 року Вона знову була другою в списку Партії праці на муніципальних виборах 2014 року. Крім того, Мутлуер стала членом консультативного комітету, який відбирав кандидатів від Партії праці на парламентські вибори 2017 року. Вона пішла з посади лідерки франції на пів року, починаючи з весни 2016 року, щоб написати дисертацію. 
Мутлуер була переобрана ще раз у березні 2018 року як лідерка списку від своєї партії. У червні вона звільнила своє місце в муніципальній раді, щоб стати олдервумен у новому муніципальному виконавчому комітеті: портфель Мутлуер включав питання житла, служб догляду за молоддю, бідності та політики щодо людей похилого віку. Наприкінці 2019 року вона також стала членом правління Асоціації муніципалітетів Нідерландів (VNG). Протягом її терміну Занстад отримав від національного уряду 20,5 мільйонів євро інвестицій у швидке будівництво нових помешкань і ще 43 мільйони євро на вразливі райони в східній частині міста, — це більше, ніж будь-який інший муніципалітет.  Мутлуер розповіла, що вона хотіла використати ці кошти для підвищення енергоефективності 850 будинків, покращення місць громадського користування, а також для боротьби з шахрайством з житлом.  У середині 2020 року низка центрів опіки для молоді припинила прийом нових дітей, оскільки бюджет регіону Занстрек - Ватерланд закінчився на цей рік. Регіональний офіс аудиту дійшов висновку, що витрати, які робив Занстад, вийшли з-під контролю в попередні роки, і що муніципалітет не мав надійних даних про свою систему.  Мутлуер закликала національний уряд виділити більше коштів муніципалітетам на послуги з догляду за молоддю.

### Національний рівень
Вона була десятим номером у списку Партії праці на парламентських виборах у березні 2021 року та отримала 4896 голосів преференцій . Мутлуер не була обрана, оскільки її партія отримала дев'ять місць у Палаті представників . Раніше вона була в кінці списку під час загальних виборів 2012 року у виборчому окрузі Ден-Гелдер (77-ме місце). Зрештою Мутлуер пройшла до Палати представників 17 лютого 2022 року після відставки Гейса ван Дейка через неприйнятну поведінку, і вона одночасно пішла з посади олдервумен Занстада та члена правління Асоціації муніципалітетів Нідерландів (VNG). Вона була речником своєї партії з питань безпеки, юстиції, мікрорайонів, дискримінації, расизму та емансипації. На момент призначення до Палати вона балотувалася на другий термін на посаді олдервумен. 
Парламент прийняв пропозицію Мутлуер про те, що застраховані жителі Лімбургу та Північного Брабанту, які постраждали від повені в Європі 2021 року, повинні отримати компенсацію від уряду. Декілька постраждалих отримали виплати від своїх страхових компаній, яких було недостатньо для відшкодування всієї шкоди, і через це вони не мали права на державну компенсацію.  У 2023 році Мутлуер і Анне Кеук (CDA) представили законопроект про заборону публікації відео насильницьких злочинів після низки відеозйомок нападів, які стали вірусними в Інтернеті. Законопроєкт передбачав максимальний штраф у розмірі 9000 євро або тюремне ув'язнення на один рік і містив виключення для відеоматеріалів, опублікованих у суспільних інтересах. Мутлуер заявила, що ці відео посягають на людську гідність жертв злочинів. Після пропозиції Мутлуер четвертий кабінет Рютте представив план дій проти феміцидів у червні 2024 року.
Мутлуер була переобрана за списком альянсу «Зелені ліві–Партія праці» в листопаді 2023 року, і її напрямки роботи змінилися на безпеку, право, роботу поліцію, емансипацію та феміциди.  В одному з інтерв’ю вона поставила під сумнів думку про те, що феміцид є проблемою лише в деяких громадах. Вона назвала план дій кабінету неадекватним і представила політичний меморандум, пропонуючи фінансування в 30 мільйонів євро на рік на просвітницькі кампанії та на додаткові ресурси й співпрацю між урядовими установами. Зрештою до бюджету на 2025 рік було додано 10 мільйонів євро щорічного фінансування через поправку Мутлуер Палата представників прийняла пропозицію Мутлуер створити програму реінтеграції та підтримки дропів, щоб не дати їм стати професійними злочинцями. .

## Особисте життя
Мутлуер мешкає у місті Зандам у Північній Голландії. 

## Історія виборів
| Рік  | Державний орган      | Партія | Партія                   | Місце | Голоси | Результат       | Результат                 | Джерело |
| Рік  | Державний орган      | Партія | Партія                   | Місце | Голоси | Партійних місць | Індивідуальний            | Джерело |
| ---- | -------------------- | ------ | ------------------------ | ----- | ------ | --------------- | ------------------------- | ------- |
| 2021 | Палата представників |        | Партія праці             | 10    | 4896   | 9               | Не обрана Пізніше пройшла | [ 41 ]  |
| 2023 | Палата представників |        | Зелені ліві–Партія праці | 10    | 8711   | 25              | Обрана                    | [ 42 ]  |

## Виноски
1. ↑  Пройшла до парламенту в лютому 2022, коли звільнилося місце.